# Ibn al-Mudjawir
Jamal-ad-Din (o Najm-ad-Din) Abu-l-Fat·h Yússuf ibn Yaqub ibn Muhàmmad aix-Xaybaní ad-Dimaixqí (en àrab Jamāl (o Najm) ad-Dīn Abu l-Fatḥ Yūsuf b. Yaʿqūb b. Muḥammad ax-Xaybānī ad-Dimaxqī), més conegut com a Ibn al-Mujàwir (en àrab Ibn al-Mujāwir) (Damasc, 1204-1291), fou un viatger persa nascut a Damasc el 1204, autor de l'obra Tarikh al-Mustàbsir (o Tarikh al-Mustànsir), una font important per a la geografia, la història i la societat de l'Aràbia occidental i del sud al començament del segle xiii. La va escriure vers el 1232. Va morir el 1291.